# Temporada 1914-1915 de l'EC Granollers
Malgrat les bones sensacions del primer any i mig, la segona temporada del Granollers Foot-ball Club quasi significà la prematura desaparició de l'entitat, arran de diferències entre els dos vessants fundadors, la dirigent i l'obrera, que provoquen tant l'abandó de la cúpula presidencial com l'allunyament de gran part de la primera fornada de jugadors. La situació d'inestabilitat perdurà fins a l'agost de 1915, quan el club resorgí amb força sota un altre nom.

## Fets destacats
1914
- 12 de juliol: es guanya el primer trofeu, un amistós contra el Grop Sport d'Hostalric.[2][3][4]

1915
- 14 de febrer: es renova la junta directiva, que queda formada per Salvador Mas (president), Enric Garrell Alsina (secretari), Josep Martí (tresorer), i Joaquim Martí (vocal).[5]

## Plantilla
| Núm. | Pos. |           | Jugador                          | Procedència | Temporada |
| ---- | ---- | --------- | -------------------------------- | ----------- | --------- |
|      | POR  | Catalunya | Salvador Mas                     |             | 1913-1914 |
|      | POR  | Catalunya | Esteve Bassas 'Blai'             |             | 1914-1915 |
|      | DEF  | Catalunya | Josep Martí Batalla 'Martí I'    |             | 1913-1914 |
|      | DEF  | Catalunya | Ramon Meri Molist                |             | 1914-1915 |
|      | MIG  | Catalunya | Jaume Serra                      |             | 1913-1914 |
|      | MIG  | Catalunya | Tomàs Blanxart                   |             | 1914-1915 |
|      | MIG  | Catalunya | Roma                             |             | 1914-1915 |
|      | MIG  | Catalunya | Joan Gendra Sobrevia 'Gendra I'  |             | 1914-1915 |
|      | MIG  | Catalunya | Miquel Barnet Espargaró          |             | 1914-1915 |
|      | DAV  | Catalunya | Andreu Moncau Mas                |             | 1913-1914 |
|      | DAV  | Catalunya | Joaquim Mas                      |             | 1913-1914 |
|      | DAV  | Catalunya | Molina                           |             | 1914-1915 |
|      | DAV  | Catalunya | Joaquim Martí Batalla 'Martí II' |             | 1914-1915 |
|      | DAV  | Catalunya | Canet                            |             | 1914-1915 |
|      | DAV  | Catalunya | Anton Toledo                     |             | 1914-1915 |
|      | DAV  | Catalunya | Enric Garrell Alsina             |             | 1914-1915 |
|      | DAV  | Catalunya | Pous                             |             | 1914-1915 |
|      |      | Catalunya | Ramon Torruella Oriach           |             | 1913-1914 |

Llegenda:  ·   Capità  ·   Juvenil  ·   Lesionat  ·   Altes  ·   Passaport europeu  ·   Extracomunitari  ·   Extracomunitari sense restricció
| Baixes 1913-1914          | Destinació |
| Francesc Aubanell         |            |
| Raich                     |            |
| Tomàs Serra               |            |
| Francesc Pi Bagués        |            |
| Agustí Torrellas          |            |
| Josep Tió                 |            |
| Sauleda                   |            |
| Joan Vilardebó            |            |
| Travé                     |            |
| Francesc Coma             |            |
| Enric Marcó               |            |
| Jacint Torrents           |            |
| Lluís Escarmís Pons       |            |
| Llorenç Civil             |            |
| Ferran Lligoña            |            |
| Jaume Montañà             |            |
| Marimon                   |            |
| Valentí Turu Bassó        |            |
| Josep Pineda              |            |
| Jacint Jaumandreu Lloreda |            |
| Joaquim Campillo          |            |
| Josep Comas               |            |
| Josep Parera              |            |
| Josep Algueró             |            |

## Partits
| Amistosos |

| 28 juny 1914 | Celonès FC | 1 – 1 | Granollers FC | Sant Celoni |  |
| 17:00        |            |       |               |             |  |

| 5 juliol 1914 | Granollers FC                                                                         | 4 – 0         | Garriga Sport | Granollers     |  |
| 17:00         | Blai Gendra I, Meri Blanxart, Roma, J. Serra Molina, Martí II, Canet, Toledo, Garrell | La Vanguardia |               | Camp del Gas · |  |

| 12 juliol 1914     | Grop Sport | 1 – 2 | Granollers FC | Hostalric |  |
| 17:00 Copa Ventosa |            |       |               |           |  |

| 3 setembre 1914    | Granollers FC | 0 – 0 | Celonès FC | Granollers     |  |
| 16:00 Copa Barangé |               |       |            | Camp del Gas · |  |

| 14 febrer 1915 | Granollers FC                                                                                       | 1 – 0         | FC Badalona (2n/3r equip) | Granollers     |  |
| 16:00          | Garrell Blai · Martí I, Meri · Gendra I, Roma, Blanxart · Moncau, Martí II, S. Mas, Toledo, Garrell | La Vanguardia |                           | Camp del Gas · |  |

| 7 març 1915 | Granollers FC (3r equip) | 0 – 9 | Atlètic FC de Sabadell (3r equip) | Granollers     |  |
| 16:00       |                          |       |                                   | Camp del Gas · |  |

| 28 març 1915 | Celonès FC | 2 – 4         | Granollers FC                                                                   | Sant Celoni |  |
| 16:00        |            | La Vanguardia | Blai Martí I, Meri Blanxart, Gendra I, Barnet Martí II, J. Mas, Toledo, Garrell |             |  |

| 5 abril 1915 | Granollers FC                                                                                                   | 2 – 1         | FC Olímpic | Granollers     |  |
| 17:00        | J. Mas · Toledo · Blai · Martí I, Meri · Blanxart, Gendra I, Barnet · Moncau, Martí II, J. Mas, Toledo, Garrell | La Vanguardia | Tataret    | Camp del Gas · |  |

| 23 maig 1915 | Granollers FC                    | 4 – 1 | Atlètic FC de Sabadell | Granollers     |  |
| 17:00        | Pous · Garrell · J. Mas · Moncau |       |                        | Camp del Gas · |  |

| 13 juny 1915 | Granollers FC | 4 – 1 | Celonès FC | Granollers     |  |
| 17:00        | Martí II      |       |            | Camp del Gas · |  |